# Liubomira Bacheva
Liubomira Bacheva (7 de marzo de 1975) es una tenista profesional retirada de la actividad, proveniente de Bulgaria. Llegó a la posición n.º 68 en el ranking ATP el 1 de noviembre de 1999.

## Carrera
Bacheva ganó el campeonato europeo de tenis en 1989 y 1991 en categoría juvenil.
Se convirtió en profesional en 1990 y pasó varios años en el circuito ITF. En 1999 alcanzó su primer semifinal en WTA en el abierto de Estoril. Jugó su último partido como profesional en el 2004.
Bacheva ganó dos títulos en dobles, en Casablanca y Budapest respectivamente. Fue miembro del equipo búlgaro para la Fed Cup de 1993 a 1996.

## Finales de WTA

### Dobles: 4 (2–2)
| Leyenda (Singles) |
| ----------------- |
| Grand Slam (0–0)  |
| WTA (0–0)         |
| Tier I (0–0)      |
| Tier II (0–0)     |
| Tier III (0–1)    |
| Tier IV (1–0)     |

| Resultado | N.º | Fecha                | Torneo                | Superficie   | Compañera               | Oponentes                                        | Marcador           |
| --------- | --- | -------------------- | --------------------- | ------------ | ----------------------- | ------------------------------------------------ | ------------------ |
| Ganadora  | 1.  | 24 de abril de 2000  | Budapest, Hungría     | Arcilla      | Cristina Torrens Valero | Jelena Kostanić Sandra Načuk                     | 6–0, 6–2           |
| Finalista | 1.  | 1 de octubre de 2000 | Luxemburgo            | Alfombra (I) | Cristina Torrens Valero | Alexandra Fusai Nathalie Tauziat                 | 3–6, 6–7(0–7)      |
| Ganadora  | 2.  | 29 de julio de 2001  | Casablanca, Marruecos | Arcilla      | Åsa Svensson            | María José Martínez Sánchez María Emilia Salerni | 6–3, 6–7(4–7), 6–1 |
| Finalista | 2.  | 14 de julio de 2002  | Palermo, Italia       | Arcilla      | Angelika Rösch          | Evgenia Kulikovskaya Ekaterina Sysoeva           | 4–6, 3–6           |